# Mohamed Mbougar Sarr
Mohamed Mbougar Sarr (ur. 20 czerwca 1990 w Dakarze) – senegalski pisarz, laureat Nagrody Goncourtów.

## Życiorys
Urodził się 20 czerwca 1990 roku w Dakarze w rodzinie lekarza. Wychował się w Diourbel, w matriarchalnej kulturze Sererów. Dzięki matce i babce poznał tradycje oralne regionu, które wpłynęły później na jego twórczość. W dzieciństwie nauczył się języka serer, wolof i francuskiego. Uczęszczał do Prytanée militaire de Saint-Louis, po czym wyjechał do Francji, gdzie studiował literaturę i filozofię na École des hautes études en sciences sociales. Studiów nie ukończył, by w pełni skupić się na twórczości literackiej.
W wywiadzie dla „The New York Times” stwierdził, iż zaczął pisać ze względu na samotność i doświadczenia związane z imigracją. Zadebiutował w 2015 roku powieścią Bractwo, w której opisuje życie w fikcyjnym mieście Sahelu pod rządami fundamentalistów islamskich. Utwór przyniósł autorowi nagrody Grand Prix du Roman Métis oraz Prix Ahmadou-Kourouma. Jego następna powieść, opisująca życie afrykańskich imigrantów na Sycylii Silence du choeur, również otrzymała wyróżnienia.
Czwarta powieść Sarra, Najskrytsza pamięć ludzi, została w 2021 roku wyróżniona Nagrodą Goncourtów. Autor został tym samym pierwszym laureatem pochodzącym z Afryki Subsaharyjskiej oraz jedną z najmłodszych osób uhonorowanych francuską nagrodą. Najskrytsza pamięć ludzi opisuje literackie śledztwo młodego senegalskiego pisarza, który próbuje zrozumieć przyczynę zniknięcia ze sceny literackiej autora legendarnej przedwojennej powieści. Inspiracją dla historii opisanej przez Sarra była postać Yambo Ouologuema, laureata Nagrody Renaudot.
W 2021 roku Sarr został odznaczony najwyższym odznaczeniem państwowym Senegalu, Orderem Narodowym Lwa klasy kawalerskiej.
Mieszka we Francji.

## Twórczość
- Terre ceinte, 2015, wyd pol.: Bractwo. Jacek Giszczak (tłum.). ArtRage, 2022. ISBN 978-83-67515-02-3. Brak numerów stron w książce
- Silence du choeur, 2017
- De purs hommes, 2018
- La plus secrète mémoire des hommes, 2021, wyd. pol.: Najskrytsza pamięć ludzi. Jacek Giszczak (tłum.). Wydawnictwo Cyranka, 2022. ISBN 978-83-67121-14-9. Brak numerów stron w książce